# Comté d'Atlantic
Pour les articles homonymes, voir Atlantic.
Le comté d'Atlantic se situe dans le Jersey Shore, dans l'État du New Jersey, aux États-Unis. Son chef-lieu est Mays Landing. Sa population était de 274 534 habitants en 2020. Il fait partie de la région de la Vallée du Delaware.
Le comté est créé le 7 février 1837 à partir du comté de Gloucester.

## Géolocalisation
| Comté de Camden Comté de Gloucester | Comté de Burlington | Comté d'Ocean |
|                                     | Comté d'Atlantic    |               |
| Comté de Cumberland                 | Comté de Cape May   |               |

## Municipalités

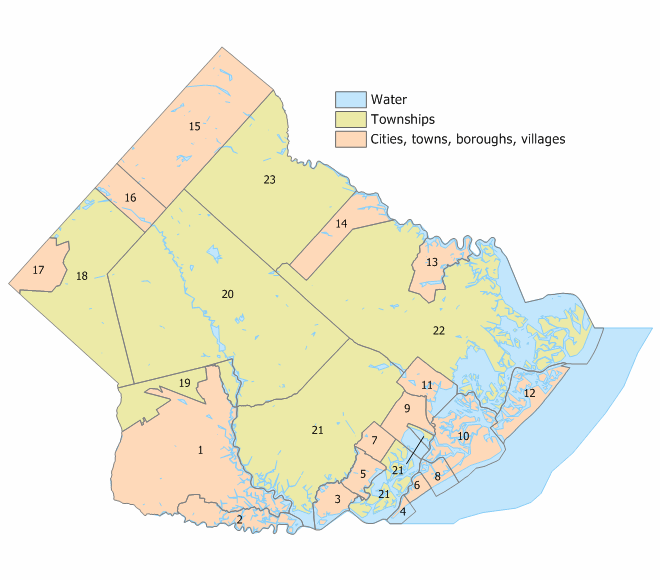
Carte des municipalités du comté.

- Absecon (11)
- Atlantic City (10)
- Brigantine (12)
- Buena (17)
- Buena Vista Township (18)
- Corbin City (2)
- Egg Harbor City (14)
- Egg Harbor Township (21)
- Estell Manor (1)
- Folsom (16)
- Galloway Township (22)
- Hamilton Township (20)
- Hammonton (15)
- Linwood (5)
- Longport (4)
- Margate City (6)
- Mullica Township (23)
- Northfield (7)
- Pleasantville (9)
- Port Republic (13)
- Somers Point (3)
- Ventnor City (8)
- Weymouth Township (19)

## Politique
Le comté vote de manière générale en faveur du Parti démocrate, notamment grâce aux voix d'Atlantic City. Les villes côtières — attirant de nombreux retraités — et les petites villes de l'intérieur des terres tendent davantage vers les républicains.

## Démographie
| Groupe                           | Comté de Atlantic | New Jersey | États-Unis |
| -------------------------------- | ----------------- | ---------- | ---------- |
| Blancs                           | 65,4              | 68,6       | 72,4       |
| Afro-Américains                  | 16,1              | 13,7       | 12,6       |
| Autres                           | 7,4               | 6,4        | 6,4        |
| Métis                            | 3,2               | 2,3        | 2,9        |
| Asiatiques                       | 7,5               | 8,6        | 4,8        |
| Amérindiens                      | 0,4               | 0,3        | 0,9        |
| Total                            | 100               | 100        | 100        |
|                                  |                   |            |            |
| Hispaniques et Latino-Américains | 16,8              | 17,7       | 16,7       |